# Journal de Verdun

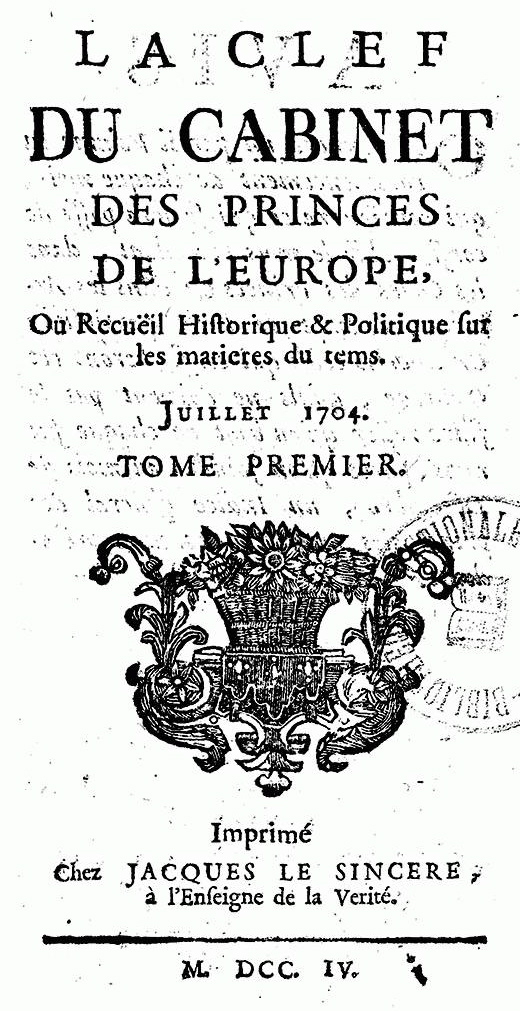

Le Journal de Verdun ou Journal historique sur les matières du temps est un journal d'expression française. C'était un recueil fort estimé, historique et littéraire à la fin du XVIIIe siècle.

## Histoire
Le journal de Verdun est créé en 1704 par Claude Jordan. Son objectif est de donner documents originaux sur les affaires ecclésiastiques, civiles, politiques et militaires du temps. Au départ le titre du journal est La Clef du cabinet des princes. Initialement Le Journal de Verdun parait tous les mois, en un cahier de cinq à six feuilles, contenant ce qui s'était passé de plus intéressant le mois précédent. Les articles sont classés par pays, et les deux derniers articles sont  consacrés, l'un à la littérature, l'autre aux naissances et morts, des personnes illustres. Les responsables de la rédaction sont  successivement,  après Claude Jordan,  Louis-François-Joseph de la Barre, à partir de 1727, par Charles-Philippe Monthenault d'Égly à partir de 1739, Pierre Nicolas Bonamy,  à partir de juin 1749 et enfin, par Hubert-Pascal Ameilhon. 